# Административно деление на Източен Тимор
Източен Тимор  е разделен в административно отношение на 13 административни области. Единствената област, обособена като анклав и отделена от останалата част от страната, е Окуси, която изцяло граничи с Индонезия, управляваща западната част от остров Тимор. Към столичния окръг Дили, обособен като отделна административна област принадлежат и няколко крайбрежни острова, най-големият от които е остров Атауро.

## Окръзи
Тринайсетте административни области са:
- Аилеу
- Айнаро
- Баукау
- Бобонаро (Малиана)
- Кова-Лима (Суай)
- Дили
- Ермера
- Лаутем
- Ликика
- Манутуту
- Мануфахи
- Окуси
- Викуке